# Magyarország az 1988-as fedett pályás atlétikai Európa-bajnokságon
Magyarország a  Budapesten megrendezett 1988-as fedett pályás atlétikai Európa-bajnokság egyik részt vevő nemzete volt. Az ország a versenyen 42 sportolóval képviseltette magát.

## Érmesek
| Érem  | Versenyző      | Versenyszám            | Dátum      |
| ----- | -------------- | ---------------------- | ---------- |
| Ezüst | Szalma László  | Távolugrás             | március 5. |
| Ezüst | Bakosi Béla    | Hármasugrás            | március 6. |
| Bronz | Urbanik Sándor | 5000 méteres gyaloglás | március 6. |

## Eredmények

### Férfi
| Versenyző       | Versenyszám      | Előfutam | Előfutam | Előfutam | Elődöntő | Elődöntő | Elődöntő | Döntő    | Döntő    |         |
| Versenyző       | Versenyszám      | Idő      | Hely.    | Össz.    | Idő      | Hely.    | Össz.    | Idő      | Helyezés |         |
| --------------- | ---------------- | -------- | -------- | -------- | -------- | -------- | -------- | -------- | -------- | ------- |
| Tóth Sándor     | 60 m             | 6,91     | 5.       | 17.      | kiesett  | kiesett  | kiesett  | kiesett  | kiesett  |         |
| Havas Endre     | 60 m             | 6,84     | 4.       | 14.      | kiesett  | kiesett  | kiesett  | kiesett  | kiesett  |         |
| Karaffa László  | 60 m             | 6,70     | 3.       | 10.      | 6,68     | 5.       | 10.      | kiesett  | kiesett  |         |
| Karaffa László  | 200 m            | 21,22    | 2.       | 5.       | 21,24    | 4.       | 7.       | kiesett  | kiesett  |         |
| Molnár Tamás    | 200 m            | 21,29    | 3.       | 7.       | 21,24    | 4.       | 7.       | kiesett  | kiesett  |         |
| Menczer Gusztáv | 400 m            | 47,06    | 1.       | 5.       | 47,13    | 4.       | 7.       | kiesett  | kiesett  |         |
| Katona Ervin    | 400 m            | 47,46    | 4.       | 13.      | kiesett  | kiesett  | kiesett  | kiesett  | kiesett  |         |
| Sári Zoltán     | 800 m            | 1:50,37  | 4.       | 4.       | 1:51,66  | 5.       | 11.      | kiesett  | kiesett  |         |
| Szalai István   | 800 m            | 1:53,36  | 3.       | 11.      | kiesett  | kiesett  | kiesett  | kiesett  | kiesett  |         |
| Knipl István    | 1500 m           | 3:42,64  | 4.       | 4.       |          |          |          | 3:46,56  | 4.       |         |
| Pocsai Tamás    | 1500 m           | 3:44,38  | 5.       | 10.      |          |          |          | kiesett  | kiesett  | kiesett |
| Bereczki József | 1500 m           | 3:50,29  | 5.       | 15.      |          |          |          | kiesett  | kiesett  | kiesett |
| Markó Gábor     | 3000 m           | 8:19,39  | 3.       | 10.      |          |          |          | 8:15,34  | 10.      |         |
| Vágó Béla       | 3000 m           | 8:11,69  | 7.       | 7.       |          |          |          | 8:17,72  | 11.      |         |
| Urbanik Sándor  | 5000 m gyaloglás |          |          |          |          |          |          | 18:45,91 |          |         |
| Kirszt Károly   | 5000 m gyaloglás |          |          |          |          |          |          | 20:23,50 | 14.      |         |

| Versenyző        | Versenyszám | Selejtező | Selejtező | Döntő    | Döntő    |
| Versenyző        | Versenyszám | Eredmény  | Helyezés  | Eredmény | Helyezés |
| ---------------- | ----------- | --------- | --------- | -------- | -------- |
| Németh Gyula     | Magasugrás  |           |           | 2,24 m   | 8.       |
| Molnár Gábor     | Rúdugrás    |           |           | 5,40 m   | 13.      |
| Bagyula István   | Rúdugrás    |           |           | 5,40 m   | 14.      |
| Szalma László    | Távolugrás  |           |           | 8,03 m   |          |
| Pálóczi Gyula    | Távolugrás  |           |           | 7,71 m   | 7.       |
| Bakosi Béla      | Hármasugrás |           |           | 17,25 m  |          |
| Ladányi Zsigmond | Súlylökés   |           |           | 19,17 m  | 10.      |
| Szabó László     | Súlylökés   |           |           | 18,77 m  | 11.      |

### Női
| Versenyző        | Versenyszám      | Előfutam | Előfutam | Előfutam | Elődöntő | Elődöntő | Elődöntő | Döntő    | Döntő    |
| Versenyző        | Versenyszám      | Idő      | Hely.    | Össz.    | Idő      | Hely.    | Össz.    | Idő      | Helyezés |
| ---------------- | ---------------- | -------- | -------- | -------- | -------- | -------- | -------- | -------- | -------- |
| Juhász Erzsébet  | 60 m             | 7,48     | 3.       | 20.      | kiesett  | kiesett  | kiesett  | kiesett  | kiesett  |
| Könye Irma       | 60 m             | 7,46     | 5.       | 18.      | kiesett  | kiesett  | kiesett  | kiesett  | kiesett  |
| Könye Irma       | 200 m            | 23,77    | 4.       | 11.      | 23,66    | 3.       | 8.       | kiesett  | kiesett  |
| Szopori Erika    | 200 m            | 24,52    | 6.       | 18.      | kiesett  | kiesett  | kiesett  | kiesett  | kiesett  |
| Szabó Erzsébet   | 400 m            | 52,81    | 3.       | 6.       | 52,47    | 4.       | 7.       | kiesett  | kiesett  |
| Forgács Judit    | 400 m            | 53,01    | 4.       | 8.       | 53,16    | 6.       | 10.      | kiesett  | kiesett  |
| Bátori Noémi     | 400 m            | 54,58    | 5.       | 15.      | kiesett  | kiesett  | kiesett  | kiesett  | kiesett  |
| Bálint Mónika    | 800 m            | 2:06,04  | 2.       | 6.       | 2:05,12  | 6.       | 11.      | kiesett  | kiesett  |
| Rácz Katalin     | 1500 m           | 4:12,77  | 4.       | 4.       |          |          |          | 4:12,05  | 6.       |
| Csordós Rita     | 1500 m           | 4:16,80  | 3.       | 8.       |          |          |          | 4:12,63  | 7.       |
| Barócsi Heléna   | 1500 m           | 4:16,85  | 4.       | 9.       |          |          |          | 4:17,36  | 9.       |
| Ágoston Zita     | 3000 m           |          |          |          |          |          |          | 8:55,99  | 4.       |
| Ilyés Ildikó     | 3000 m gyaloglás |          |          |          |          |          |          | 12:56,55 | 4.       |
| Rosza Mária      | 3000 m gyaloglás |          |          |          |          |          |          | 13:04,45 | 5.       |
| Szebenszky Anikó | 3000 m gyaloglás |          |          |          |          |          |          | 13:24,68 | 10.      |

| Versenyző        | Versenyszám | Selejtező | Selejtező | Döntő    | Döntő    |
| Versenyző        | Versenyszám | Eredmény  | Helyezés  | Eredmény | Helyezés |
| ---------------- | ----------- | --------- | --------- | -------- | -------- |
| Mátay Andrea     | Magasugrás  |           |           | 1,88 m   | 7.       |
| Sterk Katalin    | Magasugrás  |           |           | 1,80 m   | 13.      |
| Szenczi Erika    | Távolugrás  |           |           | 5,98 m   | 13.      |
| Vanyek Zsuzsa    | Távolugrás  |           |           | 5,88 m   | 14.      |
| Horváth Viktória | Súlylökés   |           |           | 18,38 m  | 7.       |